# The Summer Tic EP
The Summer Tic Ep – płyta zespołu Paramore wydana w 2006 roku. Była sprzedawana podczas Warped Tour. Nazwa pochodzi z fragmentu tekstu piosenki zespołu Failure "Stuck On You".

## Lista utworów
1. "Emergency" (Crab Mix) - 4:03
2. "Oh, Star" (Full Band Version) - 3:47
3. "Stuck on You" (Failure Cover) - 4:27
4. "This Circle" - 4:05

W piosence "Emergency" zawartej w tym albumie możemy usłyszeć krzyki Josha Farro, które zostały usunięte z oryginalnego nagrania umieszczonego na płycie "All We Know Is Falling".